# بند کفش

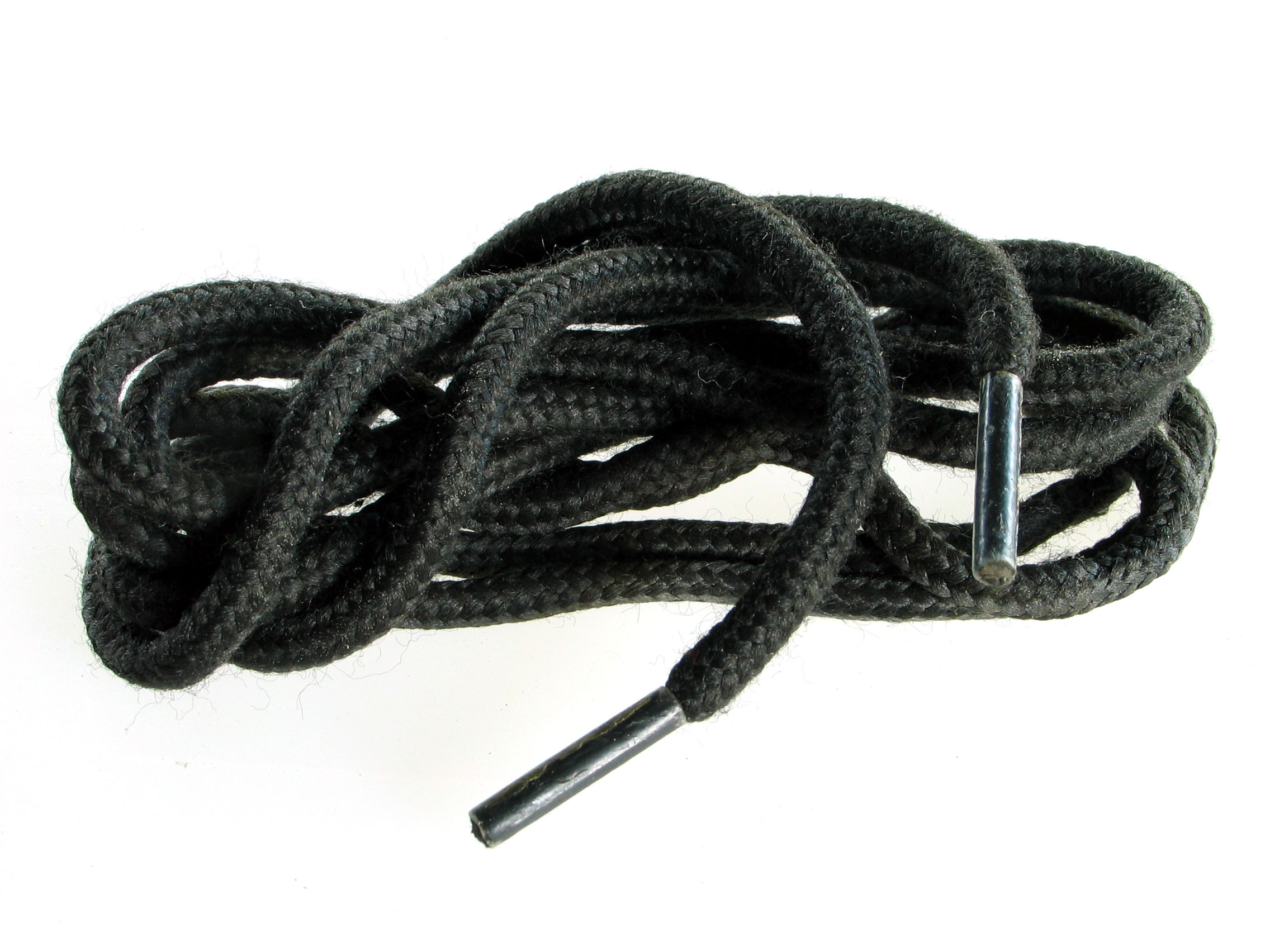
بند کفش مشکی دارای آگلت

بند کفش يا لَسه (به فرانسه: Lacet) بندی است که معمولاً برای بستن کفش، چکمه یا دیگر پاافزارها استفاده می‌شود. آن‌ها معمولاً یک جفت رشته‌ای برای یک جفت کفش هستند. در پایان هر دو سر بند کفش بخش برجسته و سفتی وجو دارد. هر بند کفش معمولاً از طریق سوراخ‌هایی که بر دو لبه بالایی کفش واقع شده به کفش قلاب می‌شود. شل کردن بند موجب درآمدن کفش از پا و سفت کردن آن موجب ماندن کفش در پا می‌شود.

## نگارخانه

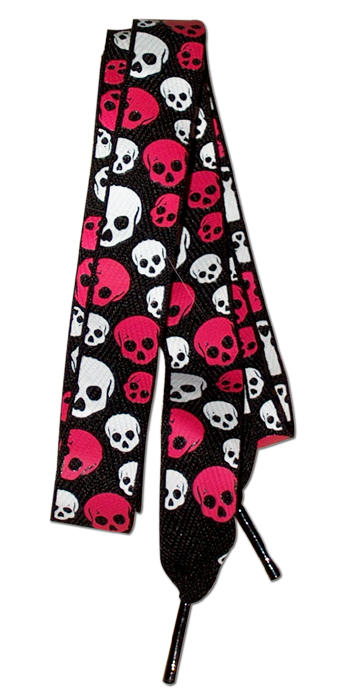
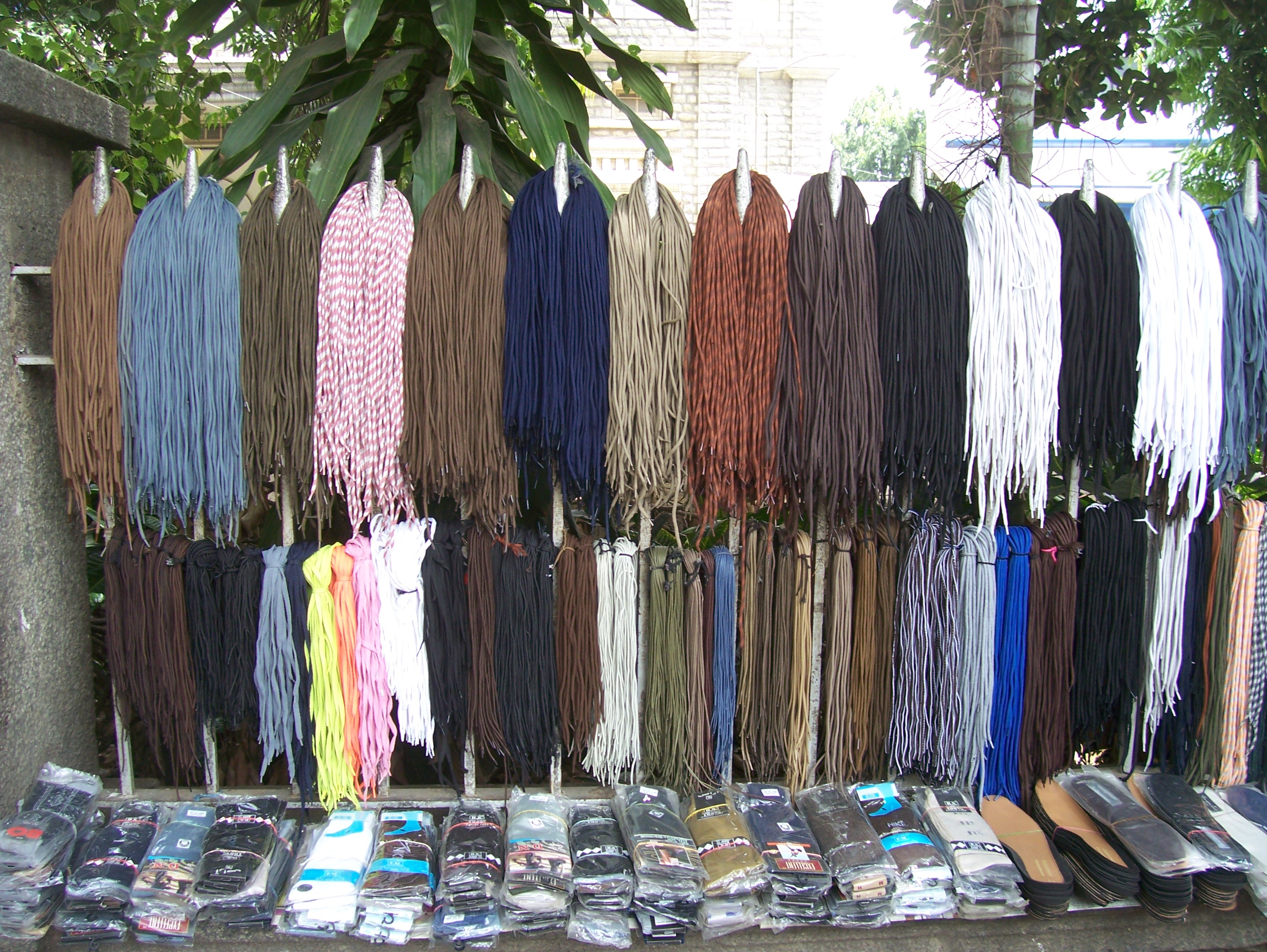
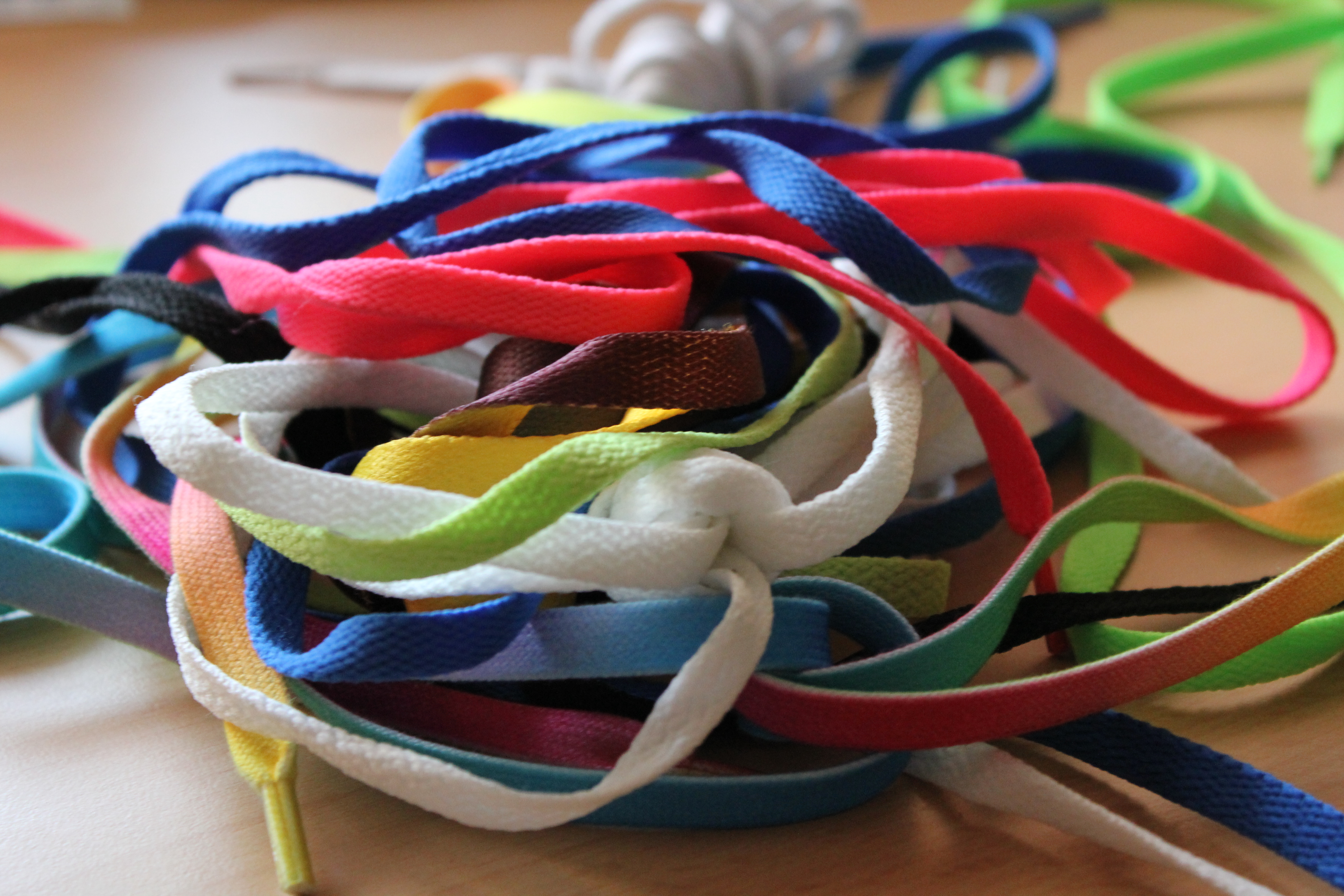